# Martinus Franciscus van Hooff
Martinus Franciscus van Hooff (Eindhoven, 10 november 1747 - verm. aldaar, 9 juni 1802) is een voormalig burgemeester van de Nederlandse stad Eindhoven. Van Hooff werd geboren als zoon van burgemeester Martinus van Hooff en Anna Elisabeth Bols van Arendonck en was een broer van de bekende patriot Johan Frederik Rudolph van Hooff.
In 1786 en 1787 was hij lid van de Patriottische Vaderlandse Sociëteit 'Concordia' in Eindhoven  en in 1779 en 1780 burgemeester van Eindhoven. Van beroep was hij koopman.
Hij trouwde te Vught op 21 mei 1776 met Gertrudis Heeren, dochter van Guilielmus Heeren en Wendelina Deckers, geboren te 's-Hertogenbosch op 10 mei 1749, begraven op 8 april 1799 te Eindhoven. 